# Макдугалл, Эмма
Э́мма Макду́галл (англ. Emma McDougall; 6 марта 1991, Манчестер, Большой Манчестер — 20 февраля 2013) — английская футболистка.

## Биография
Эмма Макдугалл родилась 6 марта 1991 года в Манчестере.
В январе 2008 года Макдугалл стала игроком клуба «Блэкберн Роверс Ледис», но вскоре оставила футбол в связи с беременностью и последующим рождением ребёнка.
Макдугалл скончалась 20 февраля 2013 года после продолжительной борьбы с раком. У неё остались муж Штефан Минчер и две дочери, Лилли-Мэй и Молли-Рэй Минчер.